# 海瑙
海瑙是德国莱茵兰-普法尔茨州的一个市镇。总面积3.31平方公里，总人口172人，其中男性84人，女性88人（2011年12月31日），人口密度52人/平方公里。